# Leidenborn
Leidenborn település Németországban, Rajna-vidék-Pfalz tartományban. Lakosainak száma 195 fő (2023. december 31.).

## Népesség
A település népességének változása:
| Lakosok száma | 167  | 212  | 200  | 192  | 196  | 195  |
|               | 1975 | 2017 | 2019 | 2021 | 2022 | 2023 |